# 깊은엉덩휘돌이동맥
깊은엉덩휘돌이동맥(deep circumflex iliac artery), 또는 심장골회선동맥은 볼기뼈의 엉덩뼈능선을 따라 주행하는 골반의 동맥이다.

## 주행 경로
깊은엉덩휘돌이동맥은 아래배벽동맥의 시작 지점 반대쪽 근처인 바깥엉덩동맥의 가쪽 부분에서 갈라져 나온다.
고샅인대 뒤쪽에서 가쪽으로 비스듬히 올라가는 이 동맥은 배가로근막과 엉덩근막이 만나며 형성된 섬유질의 싸개에 덮인 채로 주행한다. 위앞엉덩뼈가시에 이르면 가쪽넙다리휘돌이동맥의 오름가지와 문합한다.
그 후에는 배가로근막을 관통하고 엉덩뼈 능선의 안쪽 끝을 따라 배가로근을 관통하는 지점까지 안쪽으로 주행한다. 거기에서 배가로근과 배속빗근 사이에서 뒤쪽으로 주행하여 엉덩허리동맥, 위볼기동맥과 문합한다.
엉덩뼈의 위앞엉덩뼈가시 반대편에서 깊은엉덩휘돌이동맥은 큰 오름가지를 낸다. 이 가지는 배속빗근과 배가로근 사이를 통해 올라가며 이 근육들에 혈액을 공급하고 허리동맥, 아래배벽동맥과 문합한다.
깊은엉덩휘돌이동맥은 엉덩뼈능선 앞쪽 뼈피판(bone flap)에 혈액을 공급하는 주된 동맥 역할을 한다.

## 추가 이미지

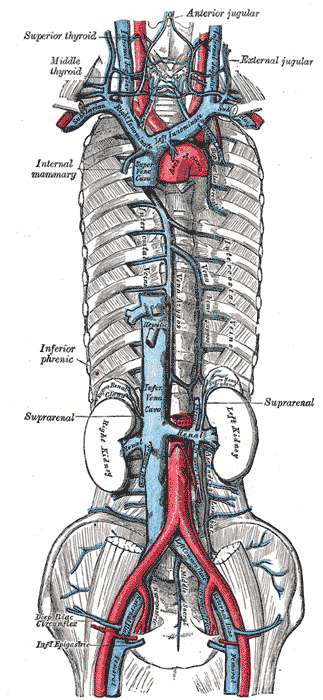
가지들과 함께 그려진 대정맥, 홀정맥.
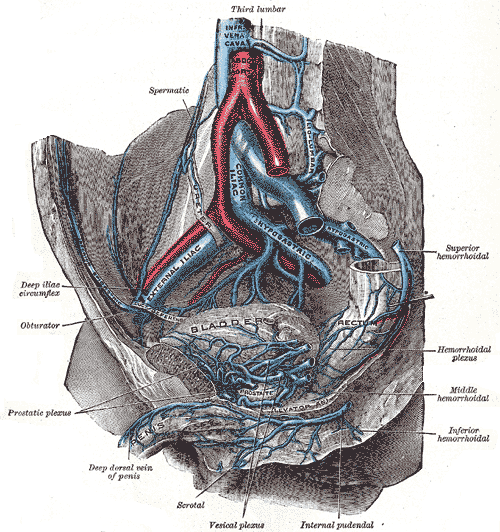
남성 골반 오른쪽 절반의 정맥.
바깥엉덩동맥, 넙다리동맥의 가지들.

## 참고 문헌
이 문서는 현재 퍼블릭 도메인에 속하는 그레이 해부학 제20판(1918) page 623의 내용을 기초로 작성된 글이 포함되어 있습니다.